# KkStB Cv
Die Dampflokomotivreihe kkStB Cv war eine Schmalspur-Tenderlokomotivreihe der k.k. Staatsbahnen (kkStB).

## Geschichte
Die kkStB beschaffte je zwei dieser vierfach gekuppelten Lokomotiven für die Bukowinaer Lokalbahnen (1908) und für die Neue Bukowinaer Lokalbahnen (1912) als Reihe Cv. Die ersten beiden hatten die Namen JANOSZ und GRIGORCEA. Der Name der Reihe Cv leitet sich her aus dem Ortsnamen Czudin und der Tatsache, dass es sich um eine Verbundlokomotive handelt.
Ein 1923 gefertigter Nachbau wurde an die Salzkammergut-Lokalbahn geliefert, diese Maschine trug dort die Nummer 20.

## Verbleib
Nach dem Ersten Weltkrieg verblieben die Maschinen der Bukowinaer Lokalbahnen in der Werkstätte Stryj KV.
Die beiden Lokomotiven der Neuen Bukowinaer Lokalbahnen kamen als D8-811 und D8-812 zu den polnischen Staatsbahnen Polskie Koleje Państwowe (PKP). Die Deutsche Reichsbahn reihte sie 1939 als 99 2561–2562 ein. Nach Kriegsende wurden sie von den PKP als Tx2-1243 und Tx2-1244 geführt. Ende der 1960er Jahre schieden sie aus dem Bestand aus und wurden verschrottet.

## Ähnliche Lokomotiven
Der Krauss-Typ B VIII ist eine weitgehend gleich ausgeführte Bauart.
Etwas kleinere Lokomotiven ohne Verbundantrieb kamen zu rumänischen Waldbahnen. Wegen ihres der SKGLB 20 recht ähnlichen Aussehens wurde die CFF 764.219 vom Club 760 im Jahr 1993 gekauft und kam nach einer umfangreichen Reparatur in Reghin 1996 nach Österreich.